# Songs in Red and Gray
Songs in Red and Gray – szósty album studyjny Suzanne Vegi, wydany w 2001 roku.

## Lista utworów
1. "Penitent" - 4:16
2. "Widow's Walk" - 3:33
3. "(I'll Never Be) Your Maggie May" - 3:47
4. "It Makes Me Wonder" - 4:00
5. "Soap And Water" - 3:03
6. "Songs In Red And Gray" - 4:18
7. "Last Year's Troubles" - 3:35
8. "Priscilla" - 4:14
9. "If I Were A Weapon" - 2:45
10. "Harbor Song" - 4:18
11. "Machine Ballerina" - 2:57
12. "Solitaire" - 2:10
13. "St. Clare" - 2:30

## Zespół
- Suzanne Vega - wokal, gitara akustyczna
- Rupert Hine - perkusja, gitara basowa, fortepian, instrumenty smyczkowe, keyboard
- Nick Hugh - syntezator
- Gerry Leonard - gitara elektryczna, gitara akustyczna, mandolina, cytra
- Elizabeth Taubman - wokal
- Matt Johnson - perkusja
- Mike Visceglia - gitara basowa
- Jay Bellerose - perkusja
- Doug Yowell - perkusja
- Pamela Sue Man - wokal wspierający